# Аполо 11
Аполо 11 (енгл. Apollo 11) била је прва мисија са задатком да спусти људе на Месечеву површину, пета мисија у оквиру програма Аполо с људском посадом и трећа с људском посадом која је летела према Месецу. Аполо 11 је лансиран 16. јула 1969. године с трочланом посадом коју су чинили Нил Армстронг, Едвин Баз Олдрин и Мајкл Колинс. Дана 21. јула, у 2.56 часова по универзалном времену, Нил Армстронг је постао први човек који је закорачио на Месец, а убрзо му се придружио и Баз Олдрин. За то време, Мајкл Колинс је био у командном модулу Колумбија, у орбити око Месеца. Три астронаута вратила су се на Земљу с око 21 килограмом месечевог камења, слетевши 24. јула у Тихи океан.

Прва реченица коју је Нил Армстронг изговорио на површини Месеца гласила је: 
„Ово је мали корак за човека, али велики скок за човечанство.” 
 Аполо 11 испунио је визију председника Џона Кенедија о освајању Месеца пре Совјетског Савеза до краја 1960-их, коју је изразио током говора у Конгресу 1961. г.: 
„Верујем да се ова нација мора посветити постизању циља, пре завршетка ове деценије, слетања човека на Месец и његовог сигурног повратка на Земљу.” 
Успешан исход ове свемирске мисије представља велико постигнуће у свеобухватној историји истраживања и сматра се победом САД у хладноратовској свемирској трци са Совјетским Савезом.

## Посада
- Заповедник: Нил Армстронг
- Пилот командног модула: Мајкл Колинс
- Пилот лунарног модула: Едвин Баз Олдрин

Сваки члан посаде Апола 11 већ је обавио један свемирски лет пре ове мисије, што је тек друга посада састављена искључиво од ветерана у историји свемирског истраживања (прва је била мисија Аполо 10).
Колинс је заправо требало да буде пилот командног модула (CMP) на Аполо 8, али је смењен јер је морао на операцију леђа те га је заменио Џим Лавел, његова резерва за тај лет. Након што је Колинс добио лекарску дозволу, преузео је Лавелову позицију на Аполо 11; као ветеран Апола 8, Лавел је премештен у резервну посаду Апола 11.

### Резервна посада
- Заповедник: Џејмс Лавел
- Пилот командног модула: Вилијам Андерс
- Пилот лунарног модула: Фред Хејз

Почетком 1969, Вилијам Андерс прихвата посао у Националном свемирском савету (National Space Council) од августа 1969, те је објавио своје повлачење из свемирских летова. Тада је Кен Матингли премештен из помоћне посаде у паралелно тренирање с Андерсом као резервни пилот командног модула у случају да мисија Аполо 11 буде одложена након планираног лансирања у јулу (када Андерс више не би био на располагању), те ће се касније придружити посади Џима Лавела и коначно бити распоређен у посаду Апола 13 као CMP.

### Помоћна посада
- Чарлс Дјук
- Роналд Еванс
- Овен Гериот
- Дон Линд
- Кен Матингли
- Брус Макендлес
- Харисон Шмит
- Вилијам Р. Поуг
- Џек Свајгерт

### Директори лета
- Клифорд Е. Чарлсворт (Зелени тим)
- Џини Кренз (Бели тим)
- Џлин Лани (Црни тим)

## Називи
Лунарни модул је назван Eagle (Игл; орао), у част белоглавог орла, симбола Сједињених Држава. Орао је и приказаном на ознаци мисије. Командни модул назван је Columbia (Колумбија), према женској персонификацији САД, традиционалном лику из песама и поезије. У раним фазама планирања мисије, коришћени су називи Snowcone и Haustack. Елем, имена су промењена пре званичне објаве медијима.

## Фазе мисије

### Лансирање и улазак у Земљину орбиту
Осим великог мноштва људи који су закрчили ауто-путеве и плаже крај места лансирања, догађај су пратили милиони гледалаца на телевизији, са службеним коментаром НАСА-иног шефа јавних информација, Џека Кинга.
Ракета Сатурн V, која је чланове Апола 11 понела у орбиту, полетела је с лансирне рампе 39А у лансирном комплексу 39 Свемирског центра Кенеди 16. јула 1969. у 13:32 UTC (9:32:00 локално време), те је летелица ушла у орбиту 12 минута касније. Након једне и по орбите, трећи степен ракете (S-IVB) паљењем Trans Lunar Injection усмерио је летелицу према путањи Месеца у 16:22 UTC . Око 30 минута касније, пар командни/сервисни модул одвојио се од последњег степена Сатурна V и спојио с лунарним модулом, још увек смештеним у свом адаптеру. Након што је модул извучен, комбинована летелица кретала се према Месецу, док је трећи степен погонске ракете летео на путањи према соларној орбити.
Након непуних 76 сати лета, 19. јула у 17:21, Аполо 11 прошао је крај Месеца и укључио помоћни погонски мотор ради уласка у лунарну орбиту. У тридесет орбита које су уследиле, посада је могла видети своје место слетања у јужном Мору Тишине (Mare Tranquillitatis), око 20 километара југозападно од кратера Сабине D (0.67408N, 23.47297Е). Место слетања одабрале су аутоматске лунарне сонде Ренџер 8, Сарвејор 5 и летелица за картирање Лунар Орбитер, јер га је карактеризирала релативно равна и глатка површина, погодна за слетање и изванбродске активности (EVA).

### Слетање на Месец
Дана 20. јула, лунарни модул (LM) Игл одвојио се од командног модула Колумбија. Колинс, сам у Колумбији, прегледао је Игл док се окретао пред њим да би се уверио да летелица није оштећена.
Када је започело спуштање, Армстронг и Олдрин су установили да оријентире на површини пролазе четири секунде прерано и известили су да су „дугачки”: слетеће километрима западније од предвиђеног места.
Пет минута након почетка силазног паљења, и 1800 метара изнад површине Месеца, рачунар за навигацију и управљање лунарног модула (LM navigation and guidance computer) омео је посаду првим од неколико неочекиваних „1202” и „1201” програмских аларма. У контролној соби, у Хјустону, рачунарски техничар Џек Герман рекао је службенику за управљање Стиву Бејлсу да је летелица сигурна за наставак спуштања, што је касније пренесено и посади. Програмски аларми указивали су на „извршна прекорачења”, када рачунар за управљање није могао извршити све своје задатке у стварном времену те је неке морао одложити. То није била нити рачунарска нити астронаутска грешка, већ је произашло из грешке у тренирањима астронаута. Премда није био потребан за слетање, радар је био намерно укључен да би био спреман за брзо одустајање. Постави симулације површине нису превидели да се може догодити брзи проток лажних прекида на том радару, зависно о томе како је хардвер насумце укључен пре него је лунарни модул започео приближавање површини Месеца: стога је рачунар морао баратати подацима из два радара уместо самог радара за слетање, што је довело до преоптерећења.
Када је Армстронг поново погледао напоље, видео је да је рачунар одабрао место слетања у стеновитом рејону, североисточно од кратера размере 300 метара (касније утврђен као „Западни кратер”, назван по својој локацији у западном делу изворно одређене елипсе за слетање). Армстронг је преузео полу-аутоматску контролу и заједно с Олдрином, који је контролисао податке о висини и брзини, слетео у 20:17 20. јула, с преосталим горивом за још приближно 25 секунди лета.
Аполо 11 слетео је с најмање горива у односу на остале Аполо мисије, те су астронаути били упозорени прераним алармом о гориву на измаку јер је, што је касније установљено, веће него предвиђено прскање горива прекрило сензор. На идућим мисијама, уграђене су додатне преграде да би се то спречило.
Чарлс Дјук, на дужности као CAPCOM током фазе слетања, потврдио је њихово слетање: „Бележимо да сте слетели, Игл”.
Армстронг је наставио с остатком провера након слетања. „Полуга мотора је искључена.” Затим је рекао своју чувену реченицу: „Хјустоне, овде База тишине. Игл је слетео.”
Армстронгова изненадна промена позивног знака (од Eagle у Tranquality Base (База тишине) изазвала је тренутну збуњеност и Дјук је занемео на неколико секунди. Затим је замуцкујући изразио олакшање у контролној соби: „Роџер, Тиш-- Тишине, бележимо да сте слетели. Овде је много људи поплавило, сада поново дишемо. Хвала много.”
Два и по сата након слетања, пре но што су започеле припреме за изванбродску активност (EVA), Олдрин се огласио: „Овде пилот лунарног модула. Желео бих искористити ову прилику да затражим од свих људи који слушају, ко год да су и гдегод да се налазе, да се зауставе на тренутак и размисле о догађајима из протеклих неколико сати и да захвале на свој начин.”
Тада је Олдрин приватно узео причест. У то доба, НАСА се још борила на суду против тужбе коју је поднела атеисткиња Меделин Муреј О’Хер (јер је посада Апола 8 током јављања на Земљу читала из Књиге постања) тражећи да се амерички астронаути суздрже од религиозних активности за време боравка у свемиру. Ради тога, Олдрин је одлучио да то не спомиње директно и задржи своју намеру у тајности више година (о томе чак није говорио ни својој жени).
Распоред мисије захтевао је да након слетања астронаути спавају пет сати, јер су били будни од рано ујутро. Ипак, одлучили су прескочити спавање и одмах започели припреме за изванбродску активност, сматрајући да не би били у могућности да уопште спавају.

### Активности на површини Месеца
Астронаути су планирали постављање раног Аполо научно експерименталног пакета (EASEP) и америчке заставе проучавајући мјесто слетања кроз два троугласта прозора на лунарном модулу, која су им омогућавала видно поље од 60°. Припреме су захтевале више времена од предвиђена два сата. Армстронг је првобитно имао тешкоћа при проласку кроз отвор са својим преносивим саставом за одржавање живота (PLSS). Чувени астронаут, Џон Јанг, рекао је да редизајн лунарног модула и примену мањег отвора, није пратио редизајн PLSS ранца, те је до неких од највиших забележених ритама рада срца у програму Аполо, долазило током уласка и изласка у лунарни модул.
У 02:39 UTC у понедељак 21. јула 1969, Армстронг је отворио врата и у 02:51 започео свој силазак на површину мјесеца. Због команде јединице даљинског управљања на грудима Армстрон није могао да види своја стопала. Силазећи низ мердевине с девет степеница, Армстронг је повукао d-прстен ради постављања склопа модуларног спремишта опреме (MESA) пресавијеног уз бок лунарног модула и активирања ТВ камере, те је у 02:56 својим левим стопалом закорачио на површину. При првом слетању на Месец коришћен је радио-аматерски формат slow scan ТВ, некомпатибилан с комерцијалном телевизијом, те је био приказиван на посебном монитору који је снимала конвенционална ТВ камера, што је знатно смањивало квалитет слике. Сигнал је био примљен у Голдстоуну, САД и са бољом квалитетом у Ханисакл Крику (Honeysuckle Creek Tracking Station) у Аустралији. Након неколико минута, рута је пребачена на осетљивији Паркес радио телескоп, такође у Аустралији. Упркос нешто техничких и временских проблема, сабласни црно-бели снимци првих изванбродских активности емитоване су ка најмање 600 милиона гледалаца на Земљи. Мада су копије тих снимки, у формату за емитовање, сачуване и лако доступне, снимци оригиналних емисија с Месеца ненамерно су уништене током рутинског поновног коришћења магнетних трака у НАСА-и. Архивиране копије снимака пронађене су у Перту, Аустралији, једно од места где су изворно примана емитовања са Месеца.
Након што је описао Месечеву површинску прашину (Ситна, готово као прах), Армстронг је сишао са постоља лунарног модула и ушао у историју као први човек на неком другом небеском телу. Тада је, шест и по сати након слетања, изговорио своју чувену реченицу: „Ово је мали корак за човека, али велики скок за човечанство.”. Олдрин му се придружио, описавши поглед као „величанствену пустош”.
Армстронг је рекао да је кретање у присуству Месечеве гравитације око једне шестине Земљине силе теже: „Можда и лакше него у симулацијама… апсолутно нема проблема у ходању наоколо.”
Осим што је испунио налог председника Кенедија о слетању на Месец до краја '60-их, Аполо 11 је био и технички тест програма Аполо, те је Армстронг фотографисао лунарни модул како би техничари могли проценити стање након слетања. Тада је насумице прикупио узорак тла користећи једноставну врећу за узорке на штапу. Пресавио је врећу и угурао ју је у џеп на својој десној бутини. Уклонио је ТВ камеру с MESA-е, направио панорамски кадар и монтирао ју је на сталак 12 метара од лунарног модула. Кабл ТВ камере остао је делимично намотан и представљао је опасност при кретању за време изванбродске активности.
Олдрин је тестирао методе кретања по површини, укључујући двоножне клокановске скокове. PLSS торба стварала је склоност ка нагињању уназад, али астронаути нису имали озбиљнијих проблема у одржавању равнотеже. Дугачки кораци постали су главни начин кретања. Астронаути су известили да морају планирати своје кретање шест или седам корака унапред. Прашњава површина била је прилично клизава. Олдрин је приметио да се кретањем са сунчевог светла у сенку лунарног модула ствара промена температуре у оделу, топлије на сунцу и хладније у сенци.
Након што су астронаути поставили америчку заставу на површину Месеца, разговарали су са америчким председником, Ричардом Никсоном радио-телефонским преносом који је Никсон назвао „највећим историјским телефонским позивом икада обављеним из Беле куће”. Никсон је изворно припремио дугачак говор, који би прочитао тијеком позива, али Франк Борман, који је тиком Апола 11 био НАСА-ина веза у Белој кући, уверио је Никсона да буде кратак, из поштовања према Кенедију, који је замислио мисију на Месец.
MESA није омогућила стабилну радну платформу, јер је била у сенци, што је донекле успоравало рад. Док су радили, астронаути су подизали сиву прашину која је упрљала спољашњу страну њихових одела, интегрирану термалну метеороидну одећу.
Поставили су EASEP, који је и активирао пасивни сеизмограф и ласерски ретрорефлектор. Тада се Армстронг удаљио око 120 метара од лунарног модула, да би снимио фотографије на рубу Малог западног кратера. Астронаути су прикупили узорке стена користећи лопатице и клешта на дугачким дршкама. Многе од површинских активности захтевале су више од предвиђеног времена, те су морали прекинути прикупљање узорака на пола од 34 додељена минута.
У међувремену, контрола мисије користила је шифровану реченицу да упозори Армстронга да има повишен метаболизам, те да мора да успори, јер се брзо кретао из задатка у задатак, док је време истицало. Ипак, како је током шетње метаболизам за оба астронаута остао генерално нижи од очекиваног, контрола мисије дозволила је астронаутима 15-минутни продужетак.

### Полетање и повратак на Земљу
Олдрин се први вратио у Игл. С понешто тешкоћа, астронаути су подигли филм и две кутије узорака, с више од 22 килограма материјала Месечеве површине кроз отвор модула, користећи колотурни уређај назван Lunar Equipment Conveyor.
Армстронг је подсетио Олдрина на врећу меморијалних предмета у његовом џепу, те је Олдрин врећу одбацио. Армстронг је потом скочио на трећу степеницу мердевина и увукао се у лунарни модул. Након пребацивања на одржавање живота у модулу, астронати су систем за полетање олакшали избацивши ван PLSS торбе, Месечеве чизме, један Hasselblad фотоапарат и другу опрему. Тада су пресуризирали лунарни модул и отишли на спавање.
За то време, друга свемирска летелица, Луна 15 — аутоматска совјетска сонда у лунарној орбити, започела је своје спуштање на Месечеву површину. Лансирана само три дана пре мисије Апола 11, био је то трећи совјетски покушај прикупљања узорака Месечевог тла. Совјетска летелица срушила се на Месец око 15:50 UTC — само неколико сати пре предвиђеног америчког полетања. У трци према Месецу и повратку на Земљу, паралелне мисије Луна 15 и Аполо 11 биле су врхунац свемирске трке која је обележила свемирске програме Сједињених Држава и Совјетског Савеза '60-их година. Симултане мисије постале су једна од првих инстанци совјетско/америчке свемирске сарадње, јер је СССР објавио план лета Луне 15 да би се избегла могућност судара с Аполо 11, иако је тачна мисија била непозната.
Док се кретао у кабини, Oлдрин је случајно разбио аутоматски прекидач главног мотора за полетање са Месеца. Постојала је забринутост да би то могло спречити паљење мотора и астронауте оставити заробљене на Месецу. Срећом, фломастер је био довољан да би се активирао прекидач. У случају да то није помогло, струјни кругови лунарног модула могли су да буду реконфигурирани да би се омогућило паљење мотора.
Након седам сати одмора, посаду је пробудила контрола мисије у Хјустону да би се припремили за повратни лет. Два и по сата касније, у 17:54 UTC, полетели су, носећи 21,5 килограма Месечевих узорака, те су се у лунарној орбити поново придружили Колинсу у командном модулу Колумбија.
Након више од два и по сата на површини Месеца, осим инструмената и заставе Сједињених Америчких Држава, астронаути су на површини оставили ознаку мисије Аполо 1 и лунарну плочу (монтирану на мердевинама система за спуштање лунарног модула) која приказује два цртежа Земље (западне и источне хемисфере), натпис и потписе астронаута и председника Никсона.

На натпису пише: 
„Овде су људи са планете Земље први пут закорачили на Месец, јула 1969. Дошли смо у миру у име целог човечанства.”
Астронаути су такође оставили и меморијалну торбу са златном репликом гранчице маслине као традиционални симбол мира и силиконски диск са поруком, који је садржао изјаве председника САД Ајзенхауера, Кенедија, Џонсона и Никсона, као и поруке лидера из 73 држава. Диск такође садржи и пописе лидера америчког конгреса, чланова четири одбора заступничког дома и сената одговорних за НАСА-ино законодавство и имена прошлих и тадашњих главних менаџера НАСА-е. У својој књизи, из 1989, Men from Earth, Олдрин тврди да су међу меморијалним предметима биле и совјетске комеморативне медаље с ликовима космонаута Владимира Комарова и Јурија Гагарина. Исто тако, према књизи Дјука Сјелтона, Армстронг је понео са собом посебну, дијамантима означену, Сјетонову астронаутску значку.

Филм снимљен након полетања са Месеца приказује америчку заставу, постављену око 8 метара од лунарног модула, како се снажно вијори на издувном систему мотора летелице. Баз Олдрин је видио како се срушила: 
„Лансирна фаза лунарног модула се одвојила… био сам усредсређен на рачунаре, док је Нил проучавао постављен хоризонт, али гледао сам горе довољно дуго да видим заставу како пада.” 
Следеће мисије програма Аполо су заставу постављали најмање 30 метара од лунарног модула, да је не би срушио издувни гас мотора.
Након рандевуа са командним модулом Колумбија, Иглова лансирна фаза је одбачена у лунарну орбиту 21. јула у 23:41. Непосредно пре мисије Аполо 12, примећено је да Игл још орбитира око Месеца. Каснији су извештаји НАСА-е напоменули да је орбита Игла опала, те да се срушио на непознатој локацији на површини Месеца. Локација није позната, јер лансирна фаза лунарног модула није праћен након што је одбачен, док је лунарно гравитационо поље довољно несигурно да би се орбита свемирске летелице, након кратког времена, могла предвидети. НАСА је проценила да је орбита опала унутар неколико месеци, те да се срушио на Месец.

Дана 23. јула, последње ноћи пре слетања у океан, три астронаута појавила су се у директном телевизијском преносу. Колинс је у једном тренутку прокоментарисао:
„…Ракета Сатурн V, која нас је одвела у орбиту, невероватно је компликована машина, од којег је сваки део радио беспрекорно… Ми смо увек имали поверења да ће та опрема радити исправно. Све је то могуће једино кроз крв, зној и сузе, уложених од стране многих људи… Све што видите сад смо нас тројица, али испод ове површине су хиљаде и хиљаде других, и свима њима, желио бих рећи, много вам хвала.”
Олдрин је додао:
„Ово је било много више од само три човека на мисији на Месецу, више и од напора владе и индустрије, и чак више од настојања једне нације. Ми осећамо да је ово симбол неустрашиве знатижеље целокупног човечанства да истражи непознато… Лично, у осврту на догађаје из протеклих неколико дана, присећам се стиха из псалми: 'Кад погледам небеса твоја, дело прста твојих, месец и звезде, које си ти поставио, што је човек да га се спомињеш?'”
Армстронг је закључио:
„Одговорност за овај лет лежи најпре на историји и дивовима науке који су претходили овом постигнућу, потом на америчком народу, који је према својој вољи изразио своју жељу, потом на четири администрације и њиховим конгресима за имплементацију те жеље и на агенцији и индустрији која је израдила нашу свемирску летелицу, Сатурн, Колумбија и Игл, мали EMU, свемирско одело и торбу који су били наш мали свемирски брод на површини Месеца. Желели бисмо посебно да се захвалимо свим Американцима који су градили свемирску летелицу, који су радили на изради, дизајну, тестирањима и унели своја срца и способности у ово возило. Тим људима вечерас дајемо посебну захвалност, и свим осталим људима који нас вечерас слушају и гледају, Бог вас благословио. Лаку ноћ од Апола 11.”
При повратку на Земљу, станица за праћење на Гваму је затајила, што би спречило комуникацију у последњем сегменту повратка на Земљу. Поправак није био могућ. Међутим, десетогодишњи син директора станице, Грег Форс, својим малим рукама успео је искористити својим малим шакама досегнути до кућишта и поправити квар мазивом. Армстронг му се касније захвалио.

### Слетање у Тихи океан и карантин
Дана 24. јула, астронаути су се командним модулом Колумбија вратили на Земљу непосредно пред зору на координатама 13° 19′ N 169° 9′ W / 13.317° С; 169.150° З у Тихом океану, 2660 километара источно од острва Вејк или 380 километара јужно од атола Џонстон и 24 километара од носача авиона UCC Хорнет.
Првобитно, командни модул је слетео наопако, али се исправио након неколико минута помоћу ваздушних јастука које су активирали астронаути. Ронилац, из морнаричког хеликоптера, закачио је сидро за командни модул, да би спречио заношење. Још неколико ронилаца причврстило је плутајуће појасеве ради стабилизације модула и сплавове за излазак астронаута. Мада је могућност довођења патогена са Месечеве површине била тешко вероватна, није сматрана немогућом те је НАСА на месту слетања предузеле велике мере предострожности. Рониоци су астронаутима дали биолошко-изолациону одећу (BIGs), коју су носили док нису примљени у изолационе просторије на Хорнету.
Астронаути су истрљани раствором натријум-хипохлорида док је командни модул, ради уклањања могуће Месечеве прашине, обрисан бетанином. Сплав са деконтаминацијским материјалом намерно је потопљена.
Други хеликоптер, Sea King, превезао је астронауте једног по једног, те их је, током лета до носача авиона, прегледао ваздухопловни лекар. Након спуштања на Хорнет, астронаути су изашли из хеликоптера, док је четворочлана посада остала у летелици. Потом је хеликоптер спуштен у хангар број 2 одакле су астронаути ходали десетак метара до мобилног карантина (Mobile Quarantine Facility, MQF), где ће провести 21 дан изолације. Оваква пракса ће се наставити током још две Аполо мисије, односно Аполо 12 и Аполо 14, пре него што се установи да на Месецу нема знакова живота.

Амерички председник, Ричард Никсон, био је на носачу авиона да лично дочека астронауте. Тада је изјавио следеће: 
„Као резултат онога што сте учинили, свет није никада пре био јединственији.”
Након што је Никсон отишао, Хорнет је доведен до командног модула који је укрцан на брод помоћу бродске дизалице, постављен на теретна колица и одвезен крај мобилног карантина. Хорнет је потом отпловио за Перл Харбор, одакле су МQФ и комадни модул транспортним авионом пребачени у Свемирски Центар Џонсон у Хјустону.
Много година касније, откривено је да је Никсон припремио говор за случај неуспеха полетања са Месеца, што би резултирало смрћу Армстронга, Олдрина и Колинса.

## Прославе
Након скоро три недеље изолације, прво у мобилној карантини, а касније у лабораторији Lunar Receiving свемирског центра Џонсон, астронаутима је установљено савршено здравље. 13. августа 1969, изашли су из карантина и потом присуствовали низу почасних манифестација. У њихову част, истог су дана одржане параде у Њујорку, Чикагу и Лос Анђелесу, са приближно шест милиона посетилаца. Неколико недеља касније, позвани су и на почасну параду у Мексико Ситију.
Те вечери, у хотелу Century Plaza у Лос Анђелесу, одржана је службена државна вечера ради прославе успеха мисије Апола 11. Њој су присуствовали чланови конгреса, 44 гувернера, председник врховног суда и велепосланици из 83 држава . Председник Никсон и потпредседник Спиро Т. Егњу указали су астронаутима част додељивањем Председничке медаље слободе.
Током идућих 45 дана, астронаути су на светској турнеји посетили 25 држава и били примљени код више истакнутих државника. Многе нације обележиле су прво спуштање на Месец комеморативним издањима поштанских марака или кованица.

## Ознаке мисије
Ознаку мисије дизајнирао је Колинс, који је желео да представи „мирољубиво америчко слетање на Месец”. Одабрао је орла као симбол, поставио гранчицу маслине у кљун и нацртао површину Месеца са Земљом у позадини. НАСА-ини службеници рекли су да канџе изгледају исувише панџе „ратоборно” те је након нешто расправе гранчица маслине премештена међу канџе. Посада је одлучила да би римски број XI био неразумљив неким нацијама па су се на крају одлучили за „Аполо 11”. Такође су се одлучили да не стављају своја имена на ознаку да би „могла представљати слику свих оних који су радили на остварењу слетања на Месец”.
Све боје су природне, са плавим и златним ивицама ознаке. Лунарни модул је назван Игл (Eagle; орао) да би се назив уклапао сa ознаком. Када је неколико година касније издана кованица од једног долара сa ликом Ајзенхауера, дизајн ознаке мисије примењен је на леђној страни кованице. Дизајн је задржан и на мањој кованици једног долара са ликом Сузан Б. Ентонија, изданом 1979.

## Летелица данас
Командни модул је данас изложен у Националном ваздухопловно-свемирском музеју у Вашингтону. Мобилни карантин, плутајући прстен и ваздушни јастуци изложени су у Институцији Смитсониан.
Године 2009, Лунар реконесанс орбитер у високој резолуцији је снимио више места слетања мисије Аполо на Месец.

## Прославе годишњица

### 40-годишњица
Дана 15. јула 2009. године, Life.com је објавио галерију раније необјављених фотографија астронаута пре лансирања Сатурна V. Од 16. до 24. јула, НАСА је на свом сајту објавила стриминг оригиналног звука мисије у стварном времену, тачно 40 година након изворних догађаја. Такође, радило се на рестаурирању телевизијских видео снимака те је објављен преглед кључних тренутака мисије. Још пропратних догађаја наведено је на службеном сајту НАСА-е. Библиотека Џон Кенеди у Бостону поставила је веб-сајт wechoosethemoon.org који реемитовао видео материјал Апола 11 од лансирања до слетања на Месец.

Група британских научника дала је интервју у склопу обележавања и осврнула се на значај мисије:
„Проведено је на технички брилијантан начин са подузетим ризицима који би били незамисливи у данашњем свету који се клони ризика… Програм Аполо је засигурно највеће техничко постигнуће човечанства до данас…од мисије Аполо до данас се ништа није приближило ни упола узбуђењу које су створили астронаути Армстронг, Олдрин и још десеторица њих који су их пратили.”
1. маја 2009, конгрес је прихватио указ којим се тројици астронаута Апола 11 додељује Конгресна златна медаља, највише цивилно одликовање у Сједињеним Државама. Указ су предложили сенатор Бил Нелсон и конгресмен Алан Граyсон.

### 50-годишњица
Дана 10. јуна 2015, делегат конгреса, Бил Поуси, представио је резолуцију H.R. 2726 на 114. седници Представничког дома Сједињених Америчких Држава да Национална банка САД почне да прави и издаје кованице у злату и сребру у част 50-годишњице мисије Аполо 11. 24. јануара 2019, Банка је издала у јавност комеморативну кованицу у част 50-годишњице успеха мисије Аполо 11.
Документарни филм Аполо 11 доживео је премијеру 1. марта 2019. и касније у биоскопима 8. марта исте године.
Национални музеј авијације и астронаутике САД и НАСА спонзорисали су „50 фестивал Аполо” у Националном тржном центру у Вашингтону.
Датума 19. јула 2019, Гугл Дудл је одао почаст слетању Апола 11 на Месец тако што је направио анимирани видео-клип на Јутјубу у којем је, лично, давао глас Мајкл Колинс.
Баз Олдрин, Мајкл Колинс и синови Нила Армстронга су били гости америчком председнику САД Доналду Трампу у Белој кући. Трамп је, такође, почаствовао Олдрина, Колинса, Кранза и мисију Аполо 11 на Говору о стању нације и на догађају „Салутирај Америци” у Националном тржном центру.

## Галерија
- Олдрин стоји поред пакета за сеизмичке инструменте (лунарни модул у позадини)
- Олдрин проверава опрему за спуштање на Месец
- Олдрин отпакује опрему за експерименте
- Олдрин поред заставе САД
- Посада Апола 11 у Белој кући 2004. године
- Отисак База Олдрина на површини Месеца
- Поглед на силиконски диск остављен на Месецу са 73 поруке